# Bupleurum longicaule
Bupleurum longicaule är en flockblommig växtart som beskrevs av Nathaniel Wallich och Dc. Bupleurum longicaule ingår i släktet harörter, och familjen flockblommiga växter.

## Underarter
Arten delas in i följande underarter:
- B. l. amplexicaule
- B. l. franchetii
- B. l. giraldii
- B. l. hazaricum
- B. l. longicaule